# Эбрахим Хан Захир-од-Доуле
Эбрахим Хан Захир-од-Доуле (перс. ابراهیم خان ظهیرالدوله‎; 1785, Тебриз — 1824, Керман) — губернатор Кермана с 1801 по 1824 года при Фетх Али-шахе. При нем были построены многочисленные здания и канаты, засеяны поля.

## Семья
Отец Эбрахим Хана, Мехди Голи Хан, был братом Ага Мохаммед Шаха Каджара, его мать, Асия Ханум, была дочерью Мохаммад Хана Каджара. После смерти отца Асия Ханум вышла замуж за Баба Хана (впоследствии Фетх Али-шах). Затем старшая дочь Фетх Али-шаха Хомаюн Султан стала женой Захир од-Доуле. Таким образом, он являлся близким родственником шахской семьи, будучи одновременно двоюродным братом, пасынком и зятем Фетх Али-шаха.

## Самые важные здания, оставшиеся от Эбрахим Хана в Кермане
- Школа Эбрахим Хана (Эбрахимие)
- Комплекс Эбрахим Хана, который включает баню, рынок, аб-анбар (хранилище для воды) и молельню (халват-хане)
- Ворота в цитадель (Ворота Арк)

В период губернаторства Эбрахим Хана в Кермане им были построены очень важные и ценные здания, которые сегодня вместе с комплексом Ганджали Хана составляют исторический ансамбль города Керман. Построенная в 1817 году школа Эбрахим Хана (Эбрахимие) является важнейшей постройкой, созданное при Эбрахим Хане. Стоит заметить, что эта школа сохранилась до сих пор и представляет собой прекрасный образец иранской облицовки изразцами (каши кари), росписи и лепнины. Во многом комплекс Эбрахим Хана по своему стилю весьма близок лучшим образцам сефевидской архитектуры.

## Личность Эбрахим Хана
Захир од-Доуле также писал стихи, которые он подписывал псевдонимом Тогрол. Он питал особый интерес к личности шейха Ахмада Ахсаи и даже встречался с шейхом, когда тот жил в Йезде. Примечательно, что Захир од-Доуле не тратил деньги из казны на свою личные нужды, а в месяц Мухаррам участвовал в церемонии рузе хони и даже ходил босиком.

## Дети
Захир-од-Доуле оставил после своей смерти 21 дочь и 20 сыновей. Один из его сыновей Аббас Голи Хан стал его преемником на посту губернатора Кермана. Другой сын — Ростам Хан женился на Гоухар Ханом, дочери Фетх Али-шаха. Самым известным его сыном стал Хадж Мохаммад Карим Хан, который был одним из учеников шейха Ахмада Ахсаи и Сейеда Казима Решти, а затем стал одним из самых выдающихся вождей шейхизма.